# Transformers: el despertar de las bestias
Transformers: el despertar de las bestias originalmente titulada Transformers Beast Alliance (en inglés: Transformers: Rise of the Beasts) es una película de acción y ciencia ficción estadounidense basada en la línea de juguetes de Transformers de Hasbro y principalmente influenciada por el argumento de la serie animada Beast Wars. Es la secuela de Bumblebee (2018) y la segunda entrega del reinicio de la saga de películas de Transformers.
La película se enfoca en Optimus Prime durante 1994 en Brooklyn, Nueva York, 7 años después de los acontecimientos de Bumblebee (2018), partes de Perú, siendo este último cuenta con muchas referencias locales del país. El proyecto es una producción conjunta entre Skydance Media, Hasbro, Di Bonaventura Pictures, New Republic Pictures y Bay Films. 
Transformers: Rise of the Beasts fue estrenada en Latinoamérica el 8 de junio de 2023, y en Estados Unidos el 9 de junio por Paramount Pictures. Dos secuelas más están actualmente en desarrollo.
La película tuvo su estreno en Marina Bay Sands en Singapur el 27 de mayo de 2023 y fue estrenada en cines en los Estados Unidos el 9 de junio de 2023 por Paramount Pictures. La película recibió críticas mixtas a positivas por los críticos y  actualmente ha recaudado 441 millones de dólares en todo el mundo con un presupuesto de producción de 195 a 200 millones, compitiendo contra Spider-Man: Across the Spider-Verse, durante su semana de estreno y terminó siendo un éxito de taquilla, pero siendo la película menos taquillera de toda la saga.

## Premisa
En 1994, un par de arqueólogos se ven envueltos en un antiguo conflicto a través de una aventura por todo el mundo que se relaciona con tres facciones de Transformers: los Maximals, los Predacons y los Terrorcons mientras ayudan a Optimus Prime y los Autobots en una guerra para proteger la Tierra ante la llegada de Unicron.

## Argumento
El mundo natal de los Maximals, una raza avanzada de bestias-robots que han evolucionado en un planeta selvático colonizado por Transformers hace mucho tiempo, es atacado por el dios oscuro devorador de planetas, Unicron. Sus heraldos, los Terrorcons, liderados por Scourge, buscan obtener para su maestro la mayor pieza de tecnología de los Maximals, la llave Transwarp, que puede abrir portales a través del espacio y el tiempo. El líder Maximal, Apelinq, se sacrifica para permitir que los otros Maximals escapen del planeta antes de que Unicron lo devore. Ahora, bajo el mando de Optimus Primal, los Maximals usan la llave para huir a la Tierra.
En 1994, en Brooklyn, Nueva York, el exmilitar experto en electrónica, Noah Diaz, lucha por encontrar un trabajo para mantener a su familia, y su amigo Reek lo convence de robar un Porsche 911 para venderlo, solo para descubrir que el auto es el Autobot Mirage disfrazado. Al mismo tiempo, la pasante del museo, Elena Wallace, estudia una antigua estatua de un halcón que lleva el símbolo Maximal y termina rompiéndola para revelar la mitad de la llave Transwarp escondida en su interior. La llave libera un pulso de energía que es detectado por Optimus Prime, quien convoca a los otros Autobots; se contacta a Mirage en medio del intento de robo de Noah, y Noah termina siendo involucrado en la misión de los robots de recuperar la llave para que puedan usarla para regresar a su mundo natal, Cybertron.
Atraídos por la firma de la llave, los Terrorcons llegan a la Tierra y Elena se ve envuelta en el conflicto cuando los villanos atacan a los Autobots fuera del museo. Scourge mata a Bumblebee y roba la mitad de la llave, antes de que llegue la Maximal Airazor y lo ahuyente. Airazor les explica a los Autobots que los Maximals se han estado escondiendo en la Tierra durante miles de años y dividieron la llave Transwarp en dos para mantenerla fuera del alcance de Unicron. A pesar del peligro, Optimus Prime insiste en que se vuelva a ensamblar la llave para que los Autobots puedan usarla para regresar a casa, mientras que Noah planea en secreto destruir la llave para mantener su mundo a salvo.
Los estudios de Elena le permiten deducir que la otra mitad de la llave debe estar ubicada en un templo oculto en Perú, y el grupo se dirige a bordo del destartalado avión de carga Autobot, Stratosphere. En Perú, se encuentran con el Autobot Wheeljack estacionado localmente, quien los lleva al templo, pero pronto se descubre que la otra mitad de la llave ya no está allí. Los Terrorcons atacan una vez más y la batalla termina con Scourge corrompiendo a Airazor con la energía oscura de Unicron. Posteriormente, los Autobots se encuentran con Optimus Primal y los otros Maximals, quienes explican que movieron la segunda mitad de la llave y se la confiaron a una tribu humana con la que han trabajado durante milenios. La corrupción de Scourge alcanza a Airazor, volviéndola loca, y Primal se ve obligado a matarla para salvar a Elena; En el caos, Noah intenta destruir la segunda mitad de la llave, pero Optimus Prime lo convence de que no lo haga. Scourge la roba y luego vuelve a ensamblar las dos mitades en la cima de un volcán, abriendo un portal a través del cual, Unicron llegará pronto.
Al ver a donde los han llevado sus motivos egoístas, Optimus Prime y Noah acuerdan trabajar juntos para derrotar a las fuerzas del mal. Mientras los Autobots y Maximals luchan contra los Terrorcons, Noah y Elena se acercan sigilosamente a la llave Transwarp, planeando desactivarla con un código de acceso que Elena ha descubierto. En la batalla, Scourge hiere gravemente a Mirage, pero transforma su cuerpo dañado en un exo-traje motorizado para Noah para que puedan luchar juntos. El pulso de energía liberado por la llave activa un depósito de Energon inactivo debajo del valle, que infunde Energon al cuerpo de Bumblebee y lo devuelve a la vida, su renacimiento cambia el rumbo de la batalla. Optimus Prime mata a Scourge, pero su pelea termina destruyendo la consola de control de la llave, lo que significa que no se puede apagar. Dispuesto a sacrificarse, Optimus Prime destruye la llave y colapsa el portal, pero Noah y Primal logran salvarlo de ser absorbido por el vórtice de implosión.
Posteriormente, los Autobots, ahora sin medios para regresar a Cybertron, proclaman la Tierra como su nuevo hogar y prometen continuar protegiéndola junto con los Maximals. Elena recibe reconocimiento por descubrir el templo en Perú, mientras que Noah asiste a una entrevista para un trabajo de seguridad, pero descubre que en realidad lo están invitando a unirse a la organización secreta del gobierno G.I. Joe.
En una escena a mitad de los créditos, Noah logra reparar a Mirage usando piezas chatarra del Porsche de Reek, quien se entera de que el auto es un Transformer.

## Reparto

### Humanos
- Anthony Ramos como Noah Díaz: Un exmilitar experto en electrónica que vive con su familia en Brooklyn.[8]
- Dominique Fishback como Elena Wallace: Una investigadora de artefactos en un museo cuyo jefe no deja de atribuirse el mérito de su trabajo.[8]
- Lauren Vélez como Breanna Diaz: La madre de Noah.[9]
- Dean Scott Vazquez como Kris Diaz: El hermano menor de Noah, que sufre de una enfermedad crónica.
- Tobe Nwigwe como Reek: El amigo de Noah, quien lo convence de robar autos.[10][11][12]
- Michael Kelly como el Agente Burke: Un reclutador encubierto de G.I. Joe.
- Sarah Stiles como Jillian Robinson: la jefa de Elena en el museo que sigue atribuyéndose el mérito de su trabajo.
- Aidan Devine como Bishop: un jefe de seguridad.
- Leni Parker como Sra. Greene: una administradora de un hospital.
- Lucas Huarancca como Amaru: Líder de la tribu indígena quien se comunica con los Maximals con el idioma quechua.[13]

### Transformers

#### Autobots
- Peter Cullen como Optimus Prime, el líder de los Autobots. Su modo alterno es un semicamión Freightliner FLA de 1987.[14] Caple reveló en Instagram que la cara sin máscara de Optimus Prime en la película fue diseñada según el propio Cullen.[15]
- B-127/Bumblebee, el joven explorador de los Autobots que se transforma en un Chevrolet Camaro clásico de segunda generación de los años 70 modificado con extensiones todoterreno. Debido a que Blitzwing dañó su caja de voz, solo puede comunicarse a través de pitidos y cintas de películas pregrabadas.
- Pete Davidson como Mirage, un Autobot que se transforma en un Porsche 964 azul plateado.[16][17][18] Davidson describió expresar a Mirage como "Jim Carrey de La Máscara conoce a Bugs Bunny", en lugar de su personalidad rebelde.
- Liza Koshy como Arcee, una Autobot francotiradora que se transforma en una motocicleta Ducati 916 blanca y roja.[16] En preparación para el papel, Koshy trabajó para ayudarla a "encontrar la voz adecuada" para el personaje.[19]
- John DiMaggio como Stratosphere, un Autobot Air-Soldier que se transforma en un avión de carga Fairchild C-119 Flying Boxcar, que proporciona transporte para los Autobots en su aventura global.[10]
- Cristo Fernández como Wheeljack, un científico y mecánico Autobot que se transforma en un autobús Volkswagen Tipo 2 marrón y blanco de los años 70, mientras habla con acento mexicano (y acento peruano en el doblaje latinoamericano).[20][16]

#### Maximals
- Ron Perlman como Optimus Primal, el líder de los Maximals, que se transforma en un gorila.[21] El modo bestia del personaje en la película se basó en un arte conceptual no utilizado que se ilustró para una inclusión en la película de 2017, Transformers: el último caballero.
- Michelle Yeoh como Airazor, una Maximal al servicio de Optimus Primal, que se transforma en un halcón peregrino.[17][18]
- David Sobolov como Rhinox, un Maximal que se transforma en un rinoceronte.
- David Sobolov como Apelinq, el anterior líder de los Maximals, que se transforma en un gorila de montaña y luce cuchillas retráctiles en sus brazos.
- Tongayi Chirisa como Cheetor, un Maximal que se transforma en un guepardo.[22]

#### Terrorcons
- Peter Dinklage cono Scourge, líder de los Terrorcons y cazador de trofeos, que se transforma en un semicamión maderero Peterbilt 359 negro.[17]
- Mj Rodriguez como Nightbird, una Terrorcon que se transforma en un Nissan Skyline GT-R R33.[23] Rodríguez es la primera actriz transgénero en actuar de voz en la historia de la franquicia.
- David Sobolov como Battletrap, un Terrorcon que se transforma en un camión de remolque GMC TopKick C7000 naranja de los años 80.[16] Según Sobolov, consideró expresarlo como "El personaje más despiadado que jamás haya hecho".

#### Otros
- Colman Domingo como Unicron, es una deidad mecánica devoradora de mundos, cuya naturaleza es servir a la destrucción, y tiene el tamaño de un enorme planeta. Es el responsable de enviar a los Terrorcons a la Tierra.
- John DiMaggio como Transit, un Decepticon que se transforma en un autobús urbano, pero las escenas de este personaje fueron eliminadas debido a su tono más oscuro.
- Los Sweeps: Un ejército de Terrorcons con forma de araña.[24] Scourge tiene dos integrados en su cuerpo, identificados como Freezer y Novakane.
- Los Scorponoks: Un ejército de escorpiones robóticos, identificados como los Predacons en el material promocional.

## Producción

### Desarrollo
En diciembre de 2018, cuando se le preguntó sobre el futuro de la franquicia Transformers, el productor Lorenzo di Bonaventura afirmó que se produciría "otra gran película de Transformers y que sería "diferente a las que nosotros hemos hecho antes". Describió el proceso como más una "evolución", diciendo que hay más libertad para crear y lo que pueden hacer con ella. Tras el éxito de Bumblebee ese año, dijo que la serie haría algunos cambios de tono y estilo, inspirados en la película.
El director de Bumblebee, Travis Knight, dijo que su objetivo era regresar a su estudio de animación, Laika, aunque reconoció que tiene algunas ideas para una secuela. John Cena expresó interés en retomar su papel en una secuela. La escritora Christina Hodson dijo que "ella sabe a dónde quiere ir con el próximo". A fines de enero de 2019, se anunció una secuela. En marzo de 2019, di Bonaventura confirmó que estaban desarrollando un guion para una secuela de Bumblebee.
En enero de 2020, se informó que Paramount estaba trabajando en dos películas diferentes de Transformers, una escrita por James Vanderbilt y otra escrita por Joby Harold. El 16 de noviembre de 2020, Steven Caple Jr. fue contratado para dirigir el guion de Harold. El 17 de enero de 2021, Patrick Tatopoulos fue contratado como diseñador de producción. En febrero de 2021, se reveló que la película tenía el título provisional Transformers: Beast Alliance, lo que insinuaba la introducción de los personajes de la franquicia Beast Wars. El 22 de junio de 2021, di Bonaventura y Caple revelaron el título oficial de la película como Transformers: Rise of the Beasts, y confirmaron que incluiría los Maximals, los Predacons y los Terrorcons. Los efectos visuales de los personajes de Transformers y  Beast Wars  fueron proporcionados por Moving Picture Company, en lugar de Industrial Light and Magic de las entregas anteriores. El tono y la acción de la película estuvieron fuertemente influenciados por Terminator 2: Judgment Day (1991). A pesar del anuncio de los Predacons, ningún miembro apareció en la película terminada.
En una entrevista de abril de 2023, Di Bonaventura declaró que la historia de la película tendrá un arco de personajes para Optimus Prime antes de la película de 2007, similar a Bumblebee en su película homónima. En mayo, Caple dijo que los eventos de la película de 2007 se conservarán, pero también que la historia sería independiente y que "en última instancia, todo lo que necesitas saber es que están tratando de volver a Cybertron".

### Selección de reparto
En abril de 2021, Anthony Ramos fue elegido para el papel principal de la película. Más tarde ese mes, Dominique Fishback fue elegida junto a Ramos. También se reveló que Darnell Metayer y Josh Peters habían sido contratados para reescribir el guion de Harold. En última instancia, Harold, Metayer, Peters, junto con Erich y Jon Hoeber recibieron crédito de guion, y Harold solo recibió crédito de historia, mientras que Ken Nolan, Tony Rettenmaier, Juel Taylor y Vanderbilt recibieron crédito de "material literario adicional" fuera de la pantalla.
En junio, la actriz Lauren Velez reveló que tiene un papel en la secuela. En el mismo mes, se confirmó que Peter Cullen regresaría como Optimus Prime para la película, y se anunció que Ron Perlman retomaría su papel como Optimus Primal de la serie web Transformers: Power of the Primes una semana después. En julio, Tobe Nwigwe reveló que tenía un papel en la película. En octubre de 2022, Caple Jr. reveló que Michelle Yeoh y Pete Davidson darán voz a Airazor y Mirage, respectivamente, en la película.
El 1 de diciembre de 2022, se anunciaron miembros adicionales del elenco de voces, formado por Peter Dinklage como Scourge, Michaela Jaé Rodríguez como Nightbird, Liza Koshy como Arcee, Cristo Fernández como Wheeljack, y los actores de voz que regresan John DiMaggio y David Sobolov de entregas anteriores en roles duales para cada actor. DiMaggio da voz a Stratosphere, un Autobot que se transforma en un avión de carga, y Transit, un Terrorcon que se transforma en un autobús escolar. Mientras que Sobolov, siendo el único miembro del elenco de la serie animada Beast Wars, da voz a Rhinox, un Maximal que se transforma en un rinoceronte, y Battletrap, un Terrorcon que se transforma en un camión de remolque.
Caple reveló que se revelarán más miembros del elenco de voces en los próximos meses y expresó su interés en traer a Mahershala Ali para proporcionar trabajo de voz. El 6 de abril de 2023, dos meses antes del estreno de la película, se anunció que Tongayi Chirisa daría voz a Cheetor. El actor de voz original de Cheetor, Ian James Corlett, expresó su apoyo a Chirisa en el papel más tarde ese mismo mes. El 27 de abril de 2023, después del lanzamiento del segundo tráiler, se anunció que Colman Domingo daría voz a Unicron.
En abril de 2023, Magaly Solier confirmó que fue invitada para formar parte de la película, pero rechazó el pedido por motivos personales. En su lugar, Lucas Huarancca fue convocado como el curaca, Amaru, quien llevó un rol importante en el escenario peruano.

### Filmación
La filmación comenzó el 7 de junio de 2021 en Los Ángeles, California. También parte de la filmación durante mediados de agosto y hasta finales de octubre ocurrió en  Machu Picchu, Cusco, Nazca y Tarapoto en Perú, en Montreal y en Brooklyn. La filmación terminó el 20 de octubre de 2021.
Según el director, Perú fue escenario para la película debido a la trama, en que surge la cuna de los Maximals. El país fue escogido por pedido del productor Lorenzo di Bonaventura. Promperú señaló que la película cuenta con mayor protagonismo en el país, y que junto a la serie La Reina del Sur la institución apostaría nuevamente a Perú como destino fílmico internacional.
Para la filmación, las autoridades permitieron cerrar algunas zonas para dedicar exclusivamente a las escenas de la película, que incluyó también a carreteras, además que se propuso facilitar el procedimiento de visa temporal para artistas. En el caso de Machu Picchu, la Dirección de Cultura aprobó los permisos para filmar en el santuario con la condición de no manipular la zona.

## Lanzamiento

### Marketing
Paramount mostró algunas imágenes de la película en su presentación en CinemaCon en abril de 2022.
El primer tráiler de la película fue lanzado el 1 de diciembre de 2022. El tráiler obtuvo 238 millones de visitas en YouTube en sus primeras 24 horas, más que cualquier tráiler anterior en la historia de Paramount, y ocupó el cuarto lugar en ese ciclo de 24 horas detrás de dos tráileres de Avengers: Endgame (2019) y el primer tráiler de Spider-Man: No Way Home (2021). Además, el tráiler también logró 494 millones de visualizaciones en todo el mundo en la primera semana, más que el recuento de visualizaciones de otros tráileres de películas lanzados en esa semana, como Indiana Jones and the Dial of Destiny, The Super Mario Bros. Movie y Guardianes de la Galaxia Vol. 3.
Un anuncio de televisión de 30 segundos de la película se emitió durante el Super Bowl LVII el 12 de febrero de 2023. Optimus Prime se presentó en los Nickelodeon Kids' Choice Awards el 4 de marzo de 2023, para el premio Lifetime Achievement Award. Un mes después, Prime aparecería en Coachella 2023, presentando a Tobe Nwigwe, una de las estrellas de la película.
El segundo tráiler de la película fue lanzado el 27 de abril de 2023. Utiliza "Ruff Ryders' Anthem" de DMX. Muchos comentaristas destacaron la aparición de Scourge y Unicron como los principales villanos de la película, aunque algunos destacaron que la canción DMX utilizada no se lanzó hasta 1998, cuatro años después de que se desarrolla la película.
En junio de 2023, Marca Perú difundió otro vídeo promocionando los atractivos turísticos por parte de sus actores. Además que se presentó un corto con Optimus Prime hablando en quechua, cuyas conservaciones en ese idioma en la cinta fueron confirmadas por el Ministerio de Cultura.

### Estreno
Si bien la fecha de lanzamiento inicial de la película era el 24 de junio de 2022, Transformers: Rise of the Beasts tuvo un preestreno mundial en las ciudades peruanas de Cuzco y Tarapoto el 3 de junio de 2023, y fue estrenada en los Estados Unidos el 9 de junio de 2023 por Paramount Pictures. 
En julio de 2023, se realizó un nuevo estreno limitado para Perú, con escenas extendidas de la película.

## Recepción

### Taquilla

#### Argentina
En sus primeros cuatro días, la película fue vista por cerca de 230 000 personas en 355 salas de cine del país.

#### Perú
| «Club de los 3 millones» (actualizado al 29 de febrero de 2024) | «Club de los 3 millones» (actualizado al 29 de febrero de 2024) | «Club de los 3 millones» (actualizado al 29 de febrero de 2024) | «Club de los 3 millones» (actualizado al 29 de febrero de 2024) |
| #                                                               | Película                                                        | Año                                                             | Espectadores                                                    |
| --------------------------------------------------------------- | --------------------------------------------------------------- | --------------------------------------------------------------- | --------------------------------------------------------------- |
| 1                                                               | Avengers: Endgame                                               | 2019                                                            | 3 860 992                                                       |
| 2                                                               | Transformers: el despertar de las bestias                       | 2023                                                            | 3 761 505                                                       |
| 3                                                               | El rey león                                                     | 2019                                                            | 3 447 618                                                       |
| 4                                                               | Super Mario Bros.: la película                                  | 2023                                                            | 3 282 771                                                       |
| 5                                                               | Avengers: Infinity War                                          | 2018                                                            | 3 140 560                                                       |
| 6                                                               | ¡Asu mare! 2                                                    | 2015                                                            | 3 062 023                                                       |
| 7                                                               | ¡Asu mare!                                                      | 2013                                                            | 3 023 606                                                       |

Transformers: el despertar de las bestias fue considerado un éxito en la taquilla al reunir a 181 000 espectadores en su día de estreno. Un día después se reportó que había sido vista por otras 160 000 personas, totalizando 341 000 asistencias durante ese breve período. Reunió a 1 028 757 espectadores en sus primeros cinco días en la cartelera nacional. Los reportes preliminares indicaron que antes del cierre de la primera semana, el filme había recaudado $5 000 000 en Perú y apareció como uno de los países con mayores ingresos a nivel internacional, algo que se ve rara vez en el mercado extranjero. El 14 de junio, Box Office Mojo reveló que durante la primera semana de proyección logró recaudar $6 165 943, una marca nunca antes registrada en Perú, aunque según The Numbers, quien publicó sus datos el 19 de junio, se recaudó $5 000 000 para la semana inicial. Para el 18 de junio, había recibido $9 100 000 en ingresos en Perú. A 15 días de su estreno, alcanzó a ser vista por 2 000 000 de peruanos. Después de cuatro semanas en exhibición, la película fue presenciada por 3 000 000 de personas, convirtiéndose en la séptima película más vista en la historia del país.
The Numbers reportó que para el 3 de julio se obtuvo la suma de $13 100 000 en boletos vendidos en Perú. Un día después, fue anunciada como la tercera película más vista de todos los tiempos en el país. Box Office Mojo informó el 6 del mismo mes que la cinta generó $13 394 173 en ingresos de ventas en el Perú y una semana después la cifra ascendió a $14 010 324. Según Box Office Mojo, hasta el 23 de julio esta recaudación acumuló $14 306 858 en las boleterías.

### Respuesta crítica
En el sitio web agregador de reseñas Rotten Tomatoes, el 52% de las 224 reseñas de los críticos son positivas, con una calificación promedio de 5.2/10. El consenso del sitio web indica: "Gracias a un drama humano genuino entre las piezas de escenario y el afecto palpable por los personajes titulares, Transformers: Rise of the Beasts es una de las entregas más agradables de la franquicia". Metacritic, que utiliza un promedio ponderado, asignó a la película una puntuación de 42 sobre 100, basada en 51 críticas, indicando "reseñas mixtas o promedio".
Matt Donato de IGN le dio a la película un 7 sobre 10, afirmando que "Transformers: Rise of the Beasts demuestra que Bumblebee no fue una casualidad, y que la serie Transformers finalmente está acelerando en la dirección correcta". Al reseñar la película para RogerEbert.com, Christy Lemire le dio a la película 2.5/4 estrellas, escribiendo: "Pero finalmente, Rise of the Beasts hace lo que cada película de Transformers tiene que hacer: terminar con una secuencia de lucha aparentemente interminable en la que grandes y brillantes trozos de metal chocan ruidosamente entre sí. Los efectos especiales más pequeños e íntimos son más impresionantes que estas piezas de escenario enormes; Mirage evoluciona en una multitud de formas geniales que parecen táctiles y realistas, por ejemplo. Pero aunque este clímax no es tan vertiginoso e interminable como suelen ser a menudo, sigue siendo bastante aburrida en comparación con la acción que vino antes".
Richard Roeper, de Chicago Sun-Times, le dio a la película dos de cuatro estrellas y escribió: "No temas, sin embargo, la aventura de la vieja escuela pronto da paso a otra secuencia de acción acelerada, turbia y alimentada por CGI. Las expectativas no podrían ser más bajas; ni el entusiasmo menos palpable. ¿Cuántas veces hemos visto ya estas escenas de batalla demasiado largas en las que máquinas y/o criaturas creadas por computadora chocan entre sí y se destrozan entre sí mientras proclaman que todo termina hoy o algo así?".

## Futuro

### Secuelas
En febrero de 2022, Paramount anunció que Rise of the Beasts sería la primera de tres nuevas entregas de la serie Transformers.

### Posible crossover
En mayo de 2023, también se anunció que Paramount también estaba planeando un crossover entre las  franquicias Transformers y G.I. Joe. El final de Rise of the Beasts insinúa que este es un futuro posible, y a Noah se le pide que se una a G.I. Joe.